# Loreto (Beni)
Loreto ist eine Ortschaft im Departamento Beni im Tiefland des südamerikanischen Andenstaates Bolivien.

## Lage im Nahraum
Loreto ist Sitz der Verwaltung der Provinz Marbán und zentraler Ort des Municipio Loreto. Die Ortschaft liegt auf einer Höhe von 161 m am rechten, östlichen Ufer des Río Mamoré und etwa zwanzig Kilometer von diesem entfernt. Loreto liegt südöstlich von Trinidad, der Hauptstadt des Departamentos.

## Geographie
Loreto liegt im bolivianischen Tiefland in der Flussebene des Río Mamoré und hat ganzjährig ein tropisch heißes und feuchtes Klima.
Die Jahresdurchschnittstemperatur beträgt 26 °C, wobei sich die monatlichen Durchschnittstemperaturen zwischen Juni/Juli mit gut 23 °C und Oktober/Dezember von knapp 28 °C nur wenig unterscheiden (siehe Klimadiagramm Trinidad). Der Jahresniederschlag beträgt fast 2000 mm und liegt somit mehr als doppelt so hoch wie die Niederschläge in Mitteleuropa. Höchstwerten von etwa 300 mm in den Monaten Dezember bis Februar stehen Niedrigwerte von etwa 50 mm im Juli/August gegenüber.

## Verkehrsnetz
Loreto liegt in einer Entfernung von 55 Straßenkilometern südöstlich von Trinidad und ist über eine unbefestigte Straßenverbindung zu erreichen.
Von Trinidad aus führt eine Landstraße 36 Kilometer in südöstlicher Richtung an der Laguna Suárez vorbei bis San Andrés, von dort zweigt eine Landstraße in südwestlicher Richtung ab, überquert den Río Ibare und erreicht nach 19 Kilometern Loreto.

## Bevölkerung
Die Einwohnerzahl der Ortschaft war in den vergangenen beiden Jahrzehnten Schwankungen unterworfen. Der deutliche Rückgang im vergangenen Jahrzehnt hängt damit zusammen, dass "Loreto" in die drei Gemeinden "Loreto" (128 Einwohner), "27 de Mayo" (235 Einwohner) und "10 de Diciembre" (291 Einwohner) aufgeteilt worden ist:
| Jahr | Einwohner | Quelle       |
| ---- | --------- | ------------ |
| 1992 | 626       | Volkszählung |
| 2001 | 843       | Volkszählung |
| 2012 | 128       | Volkszählung |
| 2024 |           | Volkszählung |